# Cose di questo mondo (programma televisivo)
Cose di questo mondo (What on Earth?) è un documentario statunitense del 2015, che va in onda su Science Channel negli Stati Uniti. Il programma mostra strane immagini satellitari e specula sulle cause di insoliti fenomeni o strutture. In Italia è andato in onda su Discovery Science, Focus e DMAX. Alcune stagioni sono disponibili su Mediaset Infinity.

## Trama
Il documentario mostra immagini satellitari strane e intervista esperti come professori di università, scienziati, autori, geografi e archeologi.

## Episodi
| Stagione         | Episodi | Prima TV USA |
| ---------------- | ------- | ------------ |
| Prima stagione   | 6       | 2015         |
| Seconda stagione | 13      | 2016         |
| Terza stagione   | 20      | 2016-2017    |
| Quarta stagione  | 20      | 2017-2018    |
| Quinta stagione  | 10      | 2019         |
| Sesta stagione   | 22      | 2019         |
| Settima stagione | 11      | 2020         |
| Ottava stagione  | 9       | 2020         |
| Nona stagione    | 10      | 2021         |

La terza stagione fu annunciata nel 2016. La sesta stagione fu annunciata il 20 dicembre 2019 e ha debuttato il 9 gennaio 2020.

## Trasmissione
Il programma va in onda dal 10 febbraio 2015 negli Stati Uniti su Science Channel. In Italia, ha debuttato originalmente su Discovery Science, poi su Focus (dove va ancora in onda) e con alcune stagioni su Mediaset Infinity. Il programma è anche andato in onda su DMAX.